# Дайдо
Дайдо Флориан Клауд де Буневиал О'Мели Армстронг (на английски: Dido Florian Cloud de Bounevialle O'Malley Armstrong), по-известна като Дайдо (Dido), е английска певица.
Постига международен успех още с дебютния си албум No Angel от 1999 г. Хитови сингли в него са Here with Me и Thank You. От него са разпродадени над 21 милиона копия по света. Той ѝ спечелва две награди на BRIT Awards - за най-добра британска изпълнителка и най-добър британски албум. След това издава съвместна песен с Еминем - Stan. Следващият ѝ албум Life for Rent излиза през 2003 г. и продължава успеха ѝ. Хитови сингли в него са White Flag и Life for Rent.
Първите два албума на Дайдо са сред най-продаваните във Великобритания през 2000-те години, като и двата попадат в челната десетка. Третият ѝ албум, Safe Trip Home (2008), е добре приет от критиците, но не успява да пожъне комерсиалния успех на предишните ѝ работи. Дайдо се нарежда на 98-о място в класацията Билборд 200 за 2000-те години.
След дълъг период на майчинство, през 2013 г. Дайдо се завръща с четвърти студиен албум - Girl Who Got Away, който се изкачва до пето място в британските класации. През март 2019 г. издава и петия си албум - Still On My Mind и обявява първото си турне от 15 години насам. През май 2019 г. Дайдо получава награда Айвър Новело.